# The Winter Tree (band)
The Winter Tree is een Amerikaanse rockband rond Andrew Robinson (echte naam Andrew Laitres). De band heeft als thuisbasis Vermont.
De muziekgroep startte in 1985 onder de naam Magus (uitspraak may guess, 'je mag raden'). De band speelde toen progressieve rock en de jaren ’80 waren voor wat betreft die muziek maar matig succesvol. De band trad regelmatig op en gaf opnamen uit via muziekcassettes. Tijdens een fanclubavond van Yes zag Laitres dat diverse gelijkgestemde bands hun muziek via eigen geperste compact discs aan de man brachten en besloot ook een album via die weg op de markt te brengen. In 1995 verscheen het debuutalbum Magus. De band bestond toen uit drie leden: Andrew Robinson (zang, gitaar, bas), Debbie Moore (toetsen) en Jeff Costello (drums). Als de opnamen van de opvolger Traveller zich in de eindfase bevinden, verlaten zowel Moore als Costello de band. Robinson maakte het album met de geluidstechnicus af. In 1997 verscheen het album op het platenlabel Inearvisions, dat weldra ter ziele ging. Het album was daardoor al snel niet meer verkrijgbaar en Robinson moest achter de opnamen aan voordat die geheel verdwenen. In 1998 verscheen Highway 375, een EP als opvuller. In 1999 verscheen een verzamelalbum met vier nieuwe tracks. In 2000 probeerde Robinson een nieuwe band samen te stellen. Wat eerst slaagde, mislukte toch. In 2001 verscheen The Green Earth en dan is duidelijk dat Robinson per album musici om zich heen verzamelt, om ze vervolgens weer te laten gaan. In 2002 volgde het conceptalbum The Garden. Hij kon toen beschikken over de drummer van Cross Tomas Hjort en de bassist van Starcastle, Gary Strater.
Het werd vervolgens een tijd lang stil rond de band. In 2011 kwamen er weer tekenen van leven rond Magus. Robinson had de bandnaam gewijzigd in The Winter Tree. De naam is ontleend aan het nummer The winter tree van het album Azure d'Or van Renaissance. Al binnen een jaar na dat album verscheen de opvolger Guardians. Op beide albums is Debbie Moore weer te horen onder de naam Deb Bond. Haar man Mark Bond is dan ook lid van The Winter Tree.

## Discografie
- 1995: Magus (Magus)
- 1997: Traveller (Magus)
- 1998: Highway 375 (Magus)
- 1999: Echoes on the Edge of a Millennium (Magus)
- 2001: The Green Earth (Magus; in 2021 heruitgegeven als digitaal album onder The Winter Tree)
- 2002: The Garden (Magus)
- 2011: The Winter Tree
- 2012: Guardian (digitaal album)
- 2013: Twilight of Magicians (digitaal album gebaseerd op Atlantis van Rudolf Steiner)
- 2015: Earth Below (digitaal album, grotendeels gemixt door Jacob Holm-Lupo)
- 2017: Mr. Sun
- 1028: Topaz Island Dreaming (digitaal album met covers van onder meer Led Zeppelin (That's the Way), The Beatles (Mother Nature's Son) en The Moody Blues (And the Tides Rushes In); onder andere Nad Sylvan en Jacob Holm-Lupo zijn te horen (IO Pages 157, april 2019)
- 2021: The world of W.B. Yeats (twee digitale albums met teksten van William Butler Yeats